# Imad al-Din al-Isfahani
Pour les articles homonymes, voir Al-Isfahani.
 (novembre 2008).
Si vous disposez d'ouvrages ou d'articles de référence ou si vous connaissez des sites web de qualité traitant du thème abordé ici, merci de compléter l'article en donnant les références utiles à sa vérifiabilité et en les liant à la section « Notes et références ».
Imad al-Din al-Isfahani  (en persan : عمادالدین اصفهانی), né en 1125 à Isfahan et mort en 1201 à Damas, est un écrivain de langue arabe originaire d’Ispahan. Il étudia à Bagdad et fut d'abord au service des Seldjoukides en Irak. Plus tard, en Syrie et en Égypte, il devint successivement le secrétaire de Nur al-Din et surtout de Salah Al-Din. Le rôle de secrétaire était très important à l'époque et Imad al-Din était l'un des plus grands cadres administratifs au service du sultan ayyoubide.

C'était un érudit, historien et rhétoricien à qui l'on doit aujourd'hui une importante anthologie des poètes arabes de son siècle, la Kharidat al-qasr wadjaridat ahl-al-‘asr, trois ouvrages historiques ainsi qu'une importante correspondance officielle. 

C'est en qualité de biographe officiel de Saladin, qu'il rapporta dans, "Conquête de la Syrie et de la Palestine par Saladin" (al-Fath al-qussi fi l-fath al-Qudsi), les exploits du sultan, spécialement la bataille de Hattin et la reconquête de Jérusalem. 
Son travail se concentrait essentiellement sur les hauts faits de Saladin ainsi que les actes héroïques des guerriers musulmans sous les ordres de ce dernier.

## Vie et œuvres

### Premiers temps de sa vie et études
Il est né en juillet ou en octobre 1125, à Isfahan, dans une famille de classe supérieure. Son oncle, al-Aziz Abu Nasr Ahmad ibn Hamid était un officier Seldjoukide important au service du Sultan Mahmud. Malgré son exécution en 1132, le prestige de sa mémoire et ses anciens contacts devaient favoriser l’ascension d’Imad al-Din dans sa carrière. En effet, une amitié s’était créée en Irak entre Al-Aziz et les frères Ayyub et Shirkuh, respectivement le père et l’oncle de Saladin. En même temps, elle nous rappelle que la glorieuse destinée des Ayyubides commença à l'Est. 
Le souvenir de cette amitié était une véritable carte d’entrée pour Imad al-Din qui put ainsi, à son arrivée en Syrie, intégrer les cercles d’influence du pouvoir.

Aux environs de 15 ans  (1139-40) il partit pour Bagdad avec son père. Ce dernier cherchait pour lui un refuge ainsi qu’à le faire entrer dans la célèbre école de droit fondée par Nizam Al-Mulk, la madrasa Nizamiyyah.
Parmi ses contemporains, il y avait un membre de la famille Shahrazuri, Cadi et administrateur important dans l’histoire des Zengides et des Ayyubides.
Durant les 15 années suivantes il continua ses études. Même si trois de ces dernières avaient été totalement consacrées aux études de jurisprudence dans une madrasa récemment ouverte, la Thaqafiyya, située sur une berge en contrebas du palais Califal, il entreprit de nombreux voyages, notamment un à Mossoul, un retour dans sa ville natale d’Isfahan ainsi qu’un pèlerinage à la Mecque. Il rassemblait certainement déjà à cette époque la documentation (en particulier de brèves notes biographiques) qui allait servir à la réalisation de son importante anthologie des contemporains et poètes arabes de son siècle.
Dans cette activité intellectuelle, il suivait les pas de ses prédécesseurs. Néanmoins, il convient de dire que son travail était remarquable, tant par la rigueur de l'enregistrement des dates et la description des lieux, que par le sérieux, l’énergie, l'ardeur déployés pour rédiger des documents et obtenir les copies du travail réalisé par d’autres lettrés, le but étant que ses œuvres soient les plus complètes possible.

### Carrière professionnelle

#### Début de carrière
Le premier emploi officiel que nous connaissons date de 1157 alors qu’il avait 32 ans. Il fut envoyé administrer Wâsit ainsi que Bassorah. Il avait une fonction subalterne mais de responsabilité et bien rémunérée par le vizir Ibn Hubaira.
A-t-il eu un premier effet sur Imad al Din, probablement destiné dans un premier temps à une carrière religieuse ? L'expérience familiale explique le commentaire de sa nomination dans ses nouvelles fonctions : "Il (Ibn Hubaira) me transféra de la madrasa au bureau gouvernemental et mit ainsi fin à mes préoccupations concernant les études religieuses, pensant que grâce à cet emploi, il avait épanoui ma simple existence".
Il était certainement compétent, c’est pourquoi il devint par la suite enseignant. En 1172, il occupa la fonction de mudarris (professeur) à la madrasa de Damas.
Pendant huit ans de 1157 à 1165, il était çà et là, entre la basse Irak et Bagdad. Il convient d’ailleurs d’indiquer à propos de son histoire personnelle qu’il frôla la mort à la fin du mois de janvier 1163. En effet, alors qu’il voguait sur une rivière, il manqua de se noyer lorsque sa barge heurta un tronc de palmier et le renversa dans l’eau.
Sa proximité avec le Vizir Ibn Hubaira ne fut pas sans conséquence pour Imad al-Din notamment pour son ascension rapide dans sa carrière future. En effet, le vizir correspondait régulièrement avec Nur al-Din avec qui, il partageait les mêmes orientations politico-religieuses. Tout en tentant de mettre un terme aux distensions au sein même du sunnisme, aux factions destructrices et aux luttes locales de pouvoir qui constituaient un des faits marquants de ces derniers siècles, ils prônaient l'établissement d'un état sunnite fort et l’intolérance vis-à-vis d’un Islam hétérodoxe, en particulier envers les Ismaéliens.
Les relations d’Imad al-Din avec Ibn Hubaira ont probablement contribué largement à trouver une nouvelle opportunité en Syrie avec Nur al-Din.

Ibn hubaira décéda en mars 1165, ce qui provoqua la chute de tous ses protégés. Avant juin Imad al-Din fut emprisonné à Bagdad, mais seulement un mois environ.

#### Au service de Nur al-Din
Quatre ans plus tard, à l'âge de 41 ans, il partit pour la Syrie. Il arriva à Damas en mai ou juin 1167 et dès l'automne il entra au service de Nur al-Din. Au début, il fut aidé par le Cadi de Damas, Kamal al-din al-Shahrazuri, le père de ses collègues et élèves de Nizamiyya. C'est Kamad al-Din qui l'introduisit auprès de Nur al-Din.
Dans un domaine où dominent les valeurs littéraires, il présenta une ode panégyrique qui lui permit d'obtenir un poste dans la chancellerie de Nur al-Din. 

Ses anciennes relations familiales, Ayyoub et Shirkuh, le sollicitèrent pour un patronage et, s'il faut en croire Imad al-Din, une relation forte avec Saladin s'ensuivit. C'était l'époque des expéditions en Égypte, lieu qui devint le nouveau centre d'intérêt de la famille ayyoubide.
Imad prétend qu'il n'avait à ce moment de sa vie aucune expérience dans le domaine du travail d'écrivain de la chancellerie. Peut-être était-ce vrai, car il s'était engagé dans une longue année d'étude puis dans l'administration provinciale.

Pas étranger à la fausse modestie, il écrit: "Je pensais que le métier de secrétaire, en particulier dans la chancellerie, était difficile, jusqu'à ce que je lise des lettres et des documents en provenance d'ailleurs que je trouvais de piètre qualité".
Il persistait à dire qu'il s'était débarrassé des modes anciennes et se vantait d'avoir mis au point un nouveau style, grâce auquel il avait subjugué et stupéfait les dirigeants de la Perse à l'Égypte. On peut émettre des doutes sur ces succès immédiats, d'autant plus que dans un autre contexte, il reconnaît avoir été redevable envers certaines personnes comme al-Fadil, le secrétaire en chef de Saladin. 

Sa situation auprès de Nur al-Din prit de l'importance et sa position devint de plus en plus influente.
On le nomma ainsi mushrif, c'est-à-dire contrôleur général de l'administration, mais il affirma qu'il refusa au début d'assumer cette fonction dans la mesure où il était peu familier des affaires et des pratiques locales.

De même, il fut jalousé par ses collègues et confronté à l'opposition ainsi qu'à la non coopération de ses subordonnés. Mais sa persévérance lui permit de prendre finalement le contrôle de son bureau. Imad al-Din nous donne un aperçu personnel de sa situation à ce moment. Il avait été intentionnellement écarté de la liste d'invitation d'une réception destinée à accueillir un émissaire califal.
Nur l'al-din remarqua l'absence d'Imad al-din et fit attendre la cérémonie en attendant que l'on aille le chercher. Nur al-Din lui remis alors la lettre du Calife afin de la lire à haute voix, mais Al-Qaisarani, le vizir suppléant lui prit des mains. "Je jouais le jeu sans me disputer". Alors il ajouta triomphalement. "Je le corrigeais et je le guidais dans sa lecture où il s'était égaré".
Mis à part la chancellerie et les tâches de secrétariat, il était impliqué dans la revue des troupes de l'émir et dans les revenus du fief si cela devait s'avérer nécessaire. En effet, en ce temps, il avait obtenu le nouveau poste de contrôleur financier (mustawfi).
Il a aussi effectué des missions diplomatiques pour le compte de Nur al-Din, comme à Khilat en 1169.
De ses propres dires, cette mission ne fut pas couronnée de succès. "Je retournais à mon travail habituel au sein de la chancellerie. Ma mission était une affaire confuse ; les remerciements reçus en échange ne compensèrent en rien les doléances".

Il est aussi allé en ambassade à Bagdad, recommandé chaudement par Nur al-Din, afin de revendiquer Mossoul à la mort de son frère en automne 1170.

Les relations d'Imad al-Din avec l'Orient étaient très utiles pour Nur al-Din car il était un ami du Vizir depuis l'époque d'Ibn Hubaira. En effet Nur al-din l'avait consulté pour sa connaissance de la cour califale, où d'ailleurs un de ses frères, qui y occupait une fonction importante, lui garantissait annuellement une pension, une robe d'honneur et 100 dinars ; ces privilèges furent confirmés par le Calife suivant, al-Nasir. Il entretenait des liens étroits avec l'Est. Imad al-Din reconnaissait d'ailleurs lui-même qu'il était un "pur produit" de Bagdad : "elle m'a donné la vie et là j'y ai trouvé mes ailes"
À la mort de Nur al-Din, en mai 1174, son sort changea de nouveau. Son rival profita de la situation et le cantonna à de simples tâches rédactionnelles.

#### Retour à Bagdad
Prétendant que les assassins ismaéliens avait été engagés pour l'enlever, il décida, probablement par crainte, de revenir à Bagdad. On lui offrit un poste, son frère étant encore en fonction.
Il consacra son temps à sa famille et aussi à sa propriété, puis il s'enfuit à Mossoul. Il y tomba malade et, au moment de son rétablissement, apprit une bonne nouvelle : Saladin marchait sur Damas.
Il choisit de rentrer et emprunta un itinéraire qui passait par le désert afin d'éviter une interception à Alep ; une nouvelle phase de sa vie commençait.

#### Au service de Saladin
Imad al-Din était particulièrement confiant dans l'accueil que lui réserverait Saladin. Mais en réalité, il dut attendre un certain temps avant de trouver un emploi. Il est probable que dans un premier temps sa personne posait un problème dans la mesure où elle était associée aux Zengides. De même, Saladin était peu enclin à troubler l'organisation de sa chancellerie et le personnel existant.
Cependant, Al-Fadil, qu'Imad al-Din avait récemment rencontré, le recommanda vivement afin qu'il devienne son adjoint, soulignant ses compétences particulières et l'utilité de son aptitude à entretenir une correspondance persane avec les cours orientales.
Devons-nous croire l'affirmation d'Imad al-Din selon laquelle il devint non seulement le secrétaire officiel de Saladin mais aussi son confident personnel à cette époque ? Il semble assuré que sa position vis-à-vis du Sultan lui conféra un certain prestige et des perspectives d'enrichissement personnel. 

Le fait que le Sultan ait consulté Imad al-Din sur la pertinence du choix des nominations d'un poste de précepteur pour un de ses enfants, montre son pouvoir réel de parrainage.
Il faisait partie de ce cercle d'intimes qui restaient en compagnie de Saladin après que les émirs et les fonctionnaires eurent quitté l'auditoire public. Cet accès à la sphère privée lui permit d'avoir l'oreille du Sultan. Il existe un exemple de cette influence. En effet, il glissa un mot au sultan afin que ce dernier observe une attitude plus indulgente envers son gendre, l'émir mésopotamien Kokburi.
En 1186, comme le Sultan lui rendait fréquemment visite, nuit et jour, pour des raisons administratives, il se fit construire une nouvelle demeure, adjacente à la citadelle de Damas. Ce fait écrit semble authentique. Mais quelles étaient les tâches accomplies par Imad al-Din lors de ces visites ? Alors qu'Al-Fadil était souvent en Égypte, Imad al-Din, alors secrétaire intendant, était en campagne ou dans ses quartiers d'hiver. Il allait là où Saladin allait.

Il devait écrire, comme cela lui était exigé, des lettres, des traités, des dépêches de victoires, des actes de nominations et des diplômes allouant les fiefs, tout cela en employant une prose complexe, faite de rimes et de sonnets ainsi qu'un vocabulaire riche et imagé. Ces caractéristiques devaient être les conditions essentielles à l'élaboration d'un travail de qualité. Il faut imaginer que ce travail se faisait sur le terrain, dans une tente à proximité du sultan, tout cela dans un souci de contrôle et afin d'éviter les distractions qui pourraient nuire à son travail. Après la prise d'Amid, il rédigea, dans la réserve d'une tour, une dépêche victorieuse à la lumière de dix bougies. Imad al-Din nous a légué une description générale de son travail routinier avec Saladin:

Si je devais rédiger une lettre officielle ou livrer des plans confidentiels, il me faisait asseoir et me dictait les idées principales. Puis, je le quittais et je passais la nuit à rédiger des lettres. Tôt le lendemain, je les lui présentais. S'il décidait d'ajouter ou de changer le contenu, il portait à mon attention les passages des paragraphes concernés. Après qu'il les avait approuvés sous leur forme finale, il les signait et disait : "envoyez les sans tarder".

Cette dernière phrase était amicale mais le ton employé par Saladin révèle aussi le caractère autoritaire de sa personne. Imad al-Din relevait l'ensemble des points évoqués par Saladin et, par la suite il les reformulait selon la langue exigée. Farrukh Shah, le neveu de Saladin, mit en doute la capacité d'Imad al-Din à saisir immédiatement l'ensemble des idées dictées par le Sultan. Après avoir lu par deux fois une lettre rédigée par le secrétaire, il dut admettre que son jugement hâtif était erroné.

Nous retrouvons les activités d'Imad al-Din après la bataille de Marj Ayun en 1179. Il relevait toute la nuit jusqu'à la prière de l'aube les noms et les détails des prisonniers, à d'autres moment il rédigeait les ordres de pension que Saladin devait signer, ou conseillait le sultan à l'occasion de la réception des délégués califaux à Mossoul.

### Extraits, descriptions et interprétations de quelques-uns de ses écrits

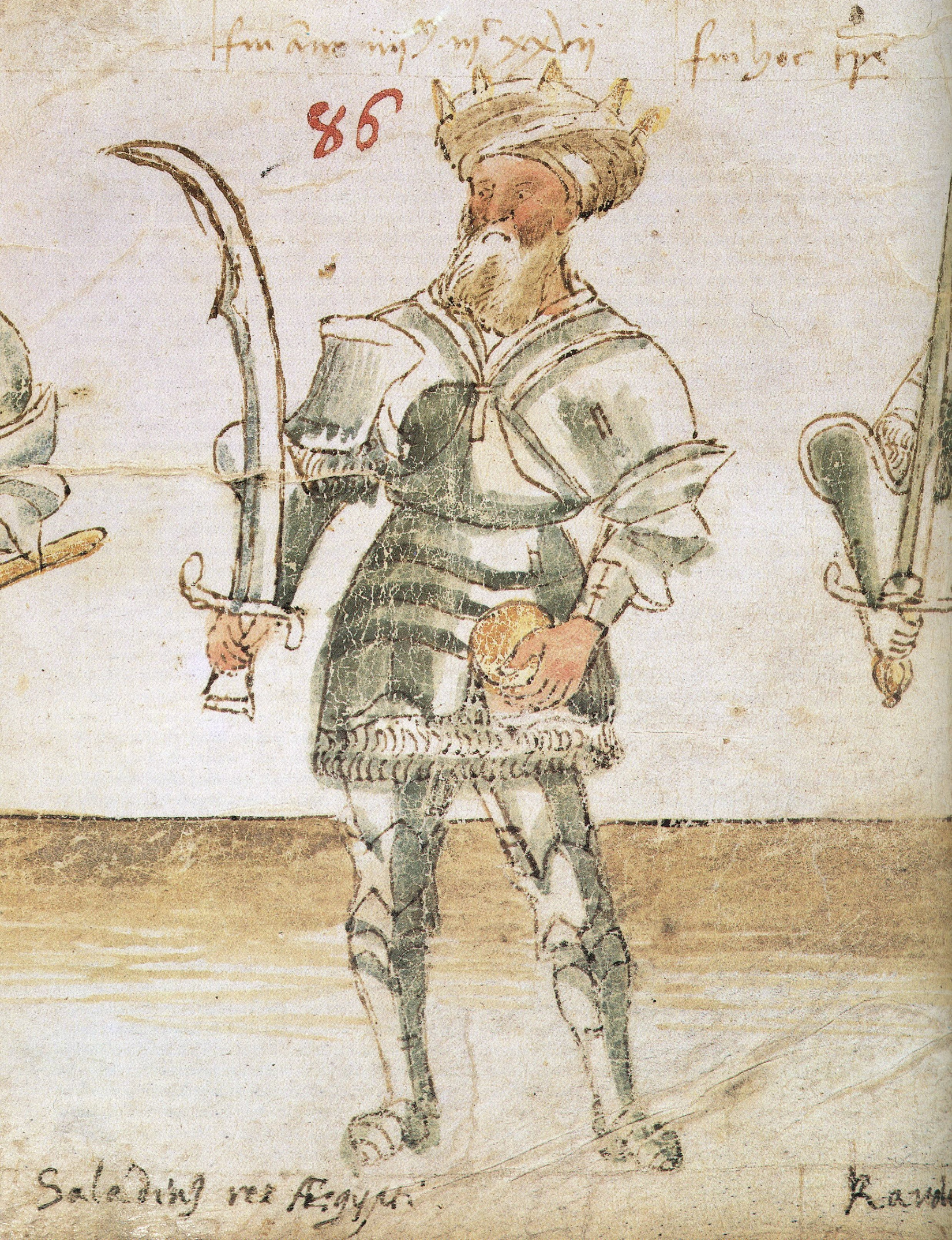
Saladin, manuscrit du XVe siècle

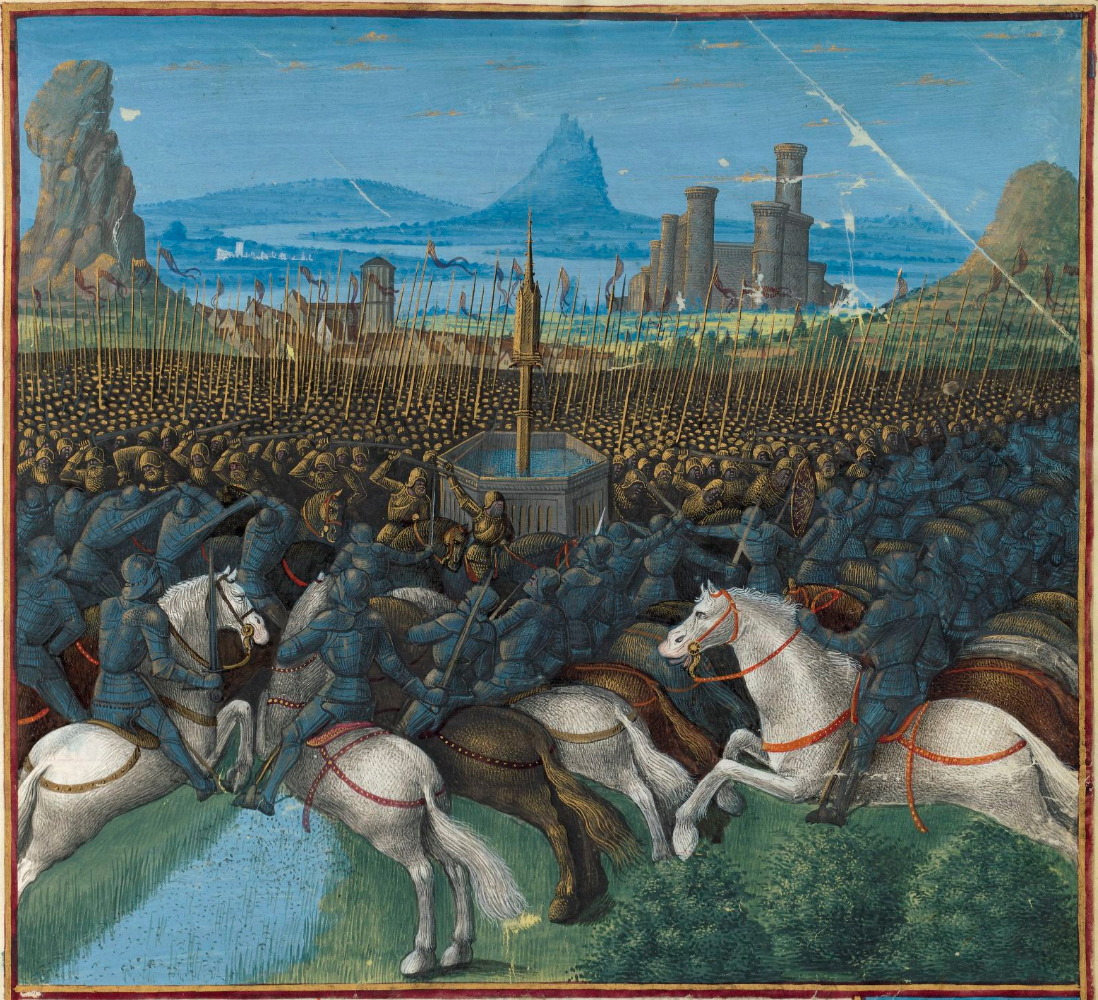
La bataille de Hattin

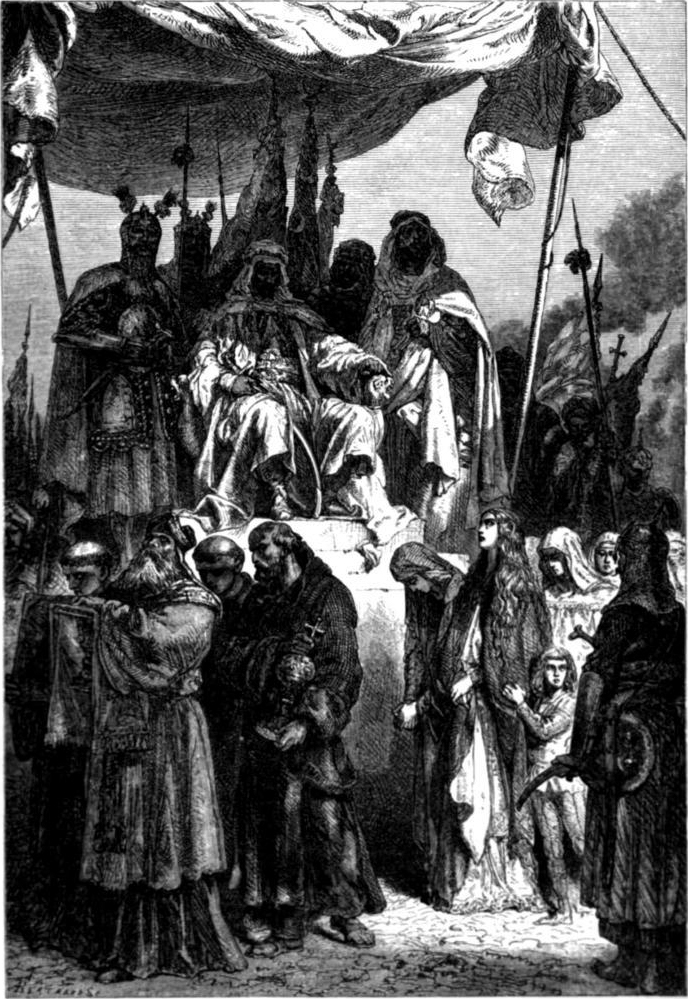
Les chrétiens de la ville sainte défilant devant Saladin

- La Bataille de Hattin est présentée par l'auteur comme un événement particulièrement important dans la reconquête de la ville de Jérusalem. Il fournit un descriptif détaillé du comportement de Saladin et de la manière dont furent traités les croisés à l'issue de la bataille. L'aspect le plus intéressant est probablement la description du visage de Saladin présenté comme "rayonnant de joie" lorsqu'il fit décapiter sur ses ordres et devant lui, environ 700 chevaliers chrétiens faits prisonniers après la victoire de Hattin. Il fait aussi le récit de la capture du roi Guy de Lusignan et de Renaud de Châtillon. Saladin épargna et libéra le premier mais il exécuta le second d'un coup de sabre.

Saladin invita le roi à s'asseoir à ses côtés et, lorsque Arnat (c'est le nom que les Musulmans donnait à Renaud), s'installa près de son roi, il lui rappela ses forfaits : "Combien de fois as-tu juré et immédiatement as-tu violé tes serments ?, combien de fois as-tu signé des traités que tu n'as pas respectés ?". On ordonna à Arnat de répondre à l'interprète : "Tous les rois se sont toujours comportés ainsi. Je n'ai rien fait de plus que ce qu'ils font". Pendant ce temps, Guy haletait de soif, bougeait la tête comme s'il était ivre et de son visage transparaissait une grande frayeur. Saladin sur un ton apaisant ordonna qu'on lui apporte le "sorbet des montagnes" qu'il offrit à l'instant. Le roi bu et tout de suite tendit le reste à Arnat qui étancha sa soif à son tour. Le sultan dit alors à Guy : "tu ne m'as pas demandé la permission de lui donner à boire. Je ne suis pas obligé de lui accorder cette faveur". Après avoir prononcé ces mots, le sultan sortit, monta à cheval et s'éloigna en laissant les captifs sous l'emprise de la terreur. Il supervisa le retour des troupes et retourna dans sa tente. Une fois là, il ordonna qu'on lui apportât Arnat, il avança vers lui et, le sabre à la main, il le frappa entre le cou et l'omoplate. Quand Arnat tomba au sol, on lui coupa la tête et on traîna son corps par les pieds devant le roi qui se mit à trembler. Après l'avoir vu si impressionné, le sultan lui dit d'un ton tranquille : "Cet homme est mort seulement à cause de sa méchanceté et de sa perfidie".
- Il fit aussi une description utile et détaillée de la conquête de Jérusalem. Son histoire de la chute de Jérusalem finit avec la mort de Saladin. Son travail intitulé "Éclair de Syrie", étaient des chroniques de la vie de Saladin rédigées en 1175. Ses travaux célèbrent les victoires de Saladin et les peignent comme le début d'une ère nouvelle pour l'islam. Il décrit Saladin en des termes élogieux :

"Victorieux dans sa décision, accompagné par la victoire, escorté par la gloire, Il avait apprivoisé le poulain indomptable de ses désirs et avait rendu fertile la prairie de sa richesse. Son espoir était une voie sûre, ses traces étaient parfumées, ses dons coulaient de son être, sa douceur parfumait l'air, sa puissance était manifeste, son autorité suprême" 
- L'autre aspect intéressant de ses récits, que l'on retrouve aussi chez Ibn al-Athir, est la description des femmes chrétiennes qui combattaient au sein des armées croisées. Ces aspects ne sont pas toujours évoqués par les lettrés de l'époque.  Par ailleurs, il n'existe pas de récits de la part des croisés qui accréditent ces  faits rapportés par les Musulmans. Durant les croisades, les deux camps considéraient l'implication des femmes chrétiennes et musulmanes dans les combats comme un sujet tabou. Aussi, il était inconcevable pour eux de considérer les femmes comme des membres formels de leurs armées respectives. Par contre, il aurait été naturellement dans l'intérêt des chroniqueurs musulmans de présenter les femmes chrétiennes comme des guerrières afin de ridiculiser l'armée chrétienne et donc de rendre les croisée honteux. S'il est fort probable que les femmes chrétiennes ont participé de temps en temps par différents moyens à des guerres de siège, en défendant les murs d'une ville par exemple, il y a peu de raisons de croire que ces dernières aient participé à des combats comme le mentionnent certains chroniqueurs musulmans. On peut lire ainsi :

"Chez les Francs, il y avait effectivement lors des batailles des femmes à cheval vêtues de cuirasses et de heaumes, habillées comme des hommes ; ces dames chevauchaient dans les moments les plus durs de la bataille et faisaient la guerre comme des vaillants hommes. Bien qu'il y eût des femmes compatissantes qui soutenaient que tout cela était un acte de piété, croyant qu'elles accèderaient ainsi au Paradis, il s'agissait en fait de leur mode de vie. Loués ceux qui les ont guidés vers une telle erreur en dehors des chemins de la sagesse! Le jour de la bataille, plus d'une femme chevauchait avec eux comme un chevalier et montrait une résistance (masculine) en dépit de la faiblesse (de leur sexe) ; habillées seulement d'une cotte de mailles simple, on ne put les reconnaître comme des femmes qu'à partir du moment où elles furent dévêtues. Certaines d'entre elles furent capturées, découvertes et vendues comme esclaves "